# Rhododendron pseudomurudense
Rhododendron pseudomurudense är en ljungväxtart som beskrevs av Herman Otto Sleumer. Rhododendron pseudomurudense ingår i släktet rododendron, och familjen ljungväxter. Inga underarter finns listade i Catalogue of Life.